# Restiosporium anarthriae
Restiosporium anarthriae är en svampart som beskrevs av Vánky 2006. Restiosporium anarthriae ingår i släktet Restiosporium och familjen Websdaneaceae.   Inga underarter finns listade i Catalogue of Life.